# 岐阜県立高山高等学校高山分校
岐阜県立高山高等学校高山分校（ぎふけんりつたかやまこうとうがっこうたかやまぶんこう）は、かつて岐阜県高山市にあった公立の高等学校の分校。

## 概要
- 岐阜県立高山高等学校の昼間定時制の分校であった。岐阜県立の高等学校の分校であったが、設置者は高山市であった[1]。
- 校舎は岐阜県高山女子高等学校（旧・高山高等女学校）を使用していた。これは1948年8月に高山女子高等学校と斐太農林高等学校が統合され、岐阜県立高山高等学校が発足したさい、高山高等学校は斐太農林高等学校校舎に移転したためである。
- 跡地は花里小学校になっている。

## 沿革
- 1949年（昭和24年）4月 - 高山市に岐阜県立高山高等学校高山分校として開校。昼間定時制で被服科（洋裁科）を設置。校舎は旧・高山女子高等学校校舎を使用。
- 1951年（昭和26年）3月 - 廃校。生徒は本校の被服科別科に移る。